# Arcidiocesi di Częstochowa
L'arcidiocesi di Częstochowa (in latino Archidioecesis Częstochoviensis) è una sede metropolitana della Chiesa cattolica in Polonia. Nel 2021 contava 686.686 battezzati su 707.512 abitanti. È retta dall'arcivescovo Wacław Depo.

## Territorio
L'arcidiocesi comprende la parte settentrionale del Voivodato della Slesia e la parte meridionale del voivodato di Łódź.
Sede arcivescovile è la città di Częstochowa, dove si trova la cattedrale della Sacra Famiglia. Nel territorio sorgono, oltre alla cattedrale, altre tre basiliche minori: la basilica collegiata dei Santi Pietro e Paolo a Zawiercie; la basilica dell'Assunzione della Beata Vergine Maria a Gidle. Nella città di Częstochowa si trova il santuario mariano e basilica minore di Jasna Góra, la più importante meta di pellegrinaggio della Polonia, con oltre quattro milioni di pellegrini che annualmente giungono da ogni parte del paese e dall'estero. Vi si venera l'icona della Madonna Nera.
Il territorio si estende su 6.925 km² ed è suddiviso in 35 decanati e in 312 parrocchie.

### Provincia ecclesiastica
La provincia ecclesiastica di Częstochowa, istituita nel 1992, comprende due suffraganee, entrambe erette il 25 marzo 1992:
- la diocesi di Radom;
- la diocesi di Sosnowiec.

## Storia
La diocesi di Częstochowa fu eretta il 28 ottobre 1925 da papa Pio XI con la bolla Vixdum Poloniae unitas, e resa suffraganea dell'arcidiocesi di Cracovia. La nuova diocesi era costituita da 11 decanati comprendenti 126 parrocchie appartenute alla diocesi di Włocławek, e da 4 decanati comprendenti 45 parrocchie sottratte alla diocesi di Kielce. La bolla stabiliva come cattedrale della nuova diocesi la chiesa della Sacra Famiglia di Częstochowa.
Il 5 agosto 1951 fu istituito il capitolo della cattedrale con la bolla Peropportune sane di papa Pio XII.
Il 25 marzo 1992 nell'ambito della riorganizzazione delle diocesi polacche voluta da papa Giovanni Paolo II con la bolla Totus tuus Poloniae populus la diocesi di Częstochowa ha ceduto porzioni del suo territorio a vantaggio dell'erezione delle diocesi di Gliwice, di Kalisz e di Sosnowiec e contemporaneamente è stata elevata al rango di arcidiocesi metropolitana.

## Cronotassi dei vescovi
Si omettono i periodi di sede vacante non superiori ai 2 anni o non storicamente accertati.
- Teodor Kubina † (14 dicembre 1925 - 13 febbraio 1951 deceduto)
- Zdzisław Goliński † (22 aprile 1951 - 6 luglio 1963 deceduto)
- Stefan Bareła † (17 gennaio 1964 - 12 febbraio 1984 deceduto)
- Stanisław Nowak † (26 ottobre 1984 - 29 dicembre 2011 ritirato)
- Wacław Depo, dal 29 dicembre 2011

## Statistiche
L'arcidiocesi nel 2021 su una popolazione di 707.512 persone contava 686.686 battezzati, corrispondenti al 97,1% del totale.
| anno | popolazione | popolazione | popolazione | presbiteri | presbiteri | presbiteri | presbiteri                | diaconi | religiosi | religiosi | parrocchie |
| anno | battezzati  | totale      | %           | numero     | secolari   | regolari   | battezzati per presbitero | diaconi | uomini    | donne     | parrocchie |
| ---- | ----------- | ----------- | ----------- | ---------- | ---------- | ---------- | ------------------------- | ------- | --------- | --------- | ---------- |
| 1948 | 1.016.000   | 1.028.000   | 98,8        | 412        | 354        | 58         | 2.466                     |         | 96        | 685       | 215        |
| 1970 | 1.312.400   | 1.384.900   | 94,8        | 733        | 617        | 116        | 1.790                     |         | 207       | 969       | 252        |
| 1980 | 1.332.000   | 1.435.000   | 92,8        | 773        | 661        | 112        | 1.723                     |         | 187       | 928       | 293        |
| 1990 | 1.406.450   | 1.446.700   | 97,2        | 866        | 740        | 126        | 1.624                     |         | 222       | 1.156     | 394        |
| 1999 | 900.710     | 921.190     | 97,8        | 746        | 560        | 186        | 1.207                     |         | 282       | 939       | 293        |
| 2000 | 879.421     | 902.075     | 97,5        | 755        | 569        | 186        | 1.164                     |         | 286       | 972       | 294        |
| 2001 | 845.610     | 880.875     | 96,0        | 760        | 573        | 187        | 1.112                     |         | 260       | 962       | 299        |
| 2002 | 838.887     | 875.865     | 95,8        | 771        | 582        | 189        | 1.088                     |         | 263       | 971       | 304        |
| 2003 | 825.743     | 858.225     | 96,2        | 784        | 595        | 189        | 1.053                     |         | 262       | 961       | 305        |
| 2004 | 826.885     | 867.315     | 95,3        | 781        | 597        | 184        | 1.058                     |         | 299       | 815       | 306        |
| 2006 | 756.285     | 785.348     | 96,3        | 795        | 604        | 191        | 951                       |         | 250       | 869       | 308        |
| 2013 | 820.721     | 827.990     | 99,1        | 919        | 724        | 195        | 893                       |         | 255       | 862       | 311        |
| 2016 | 802.780     | 808.340     | 99,3        | 900        | 710        | 190        | 891                       |         | 246       | 846       | 311        |
| 2019 | 792.000     | 798.000     | 99,2        | 856        | 643        | 213        | 925                       |         | 275       | 681       | 312        |
| 2021 | 686.686     | 707.512     | 97,1        | 833        | 618        | 215        | 824                       |         | 266       | 713       | 312        |

## Galleria d'immagini

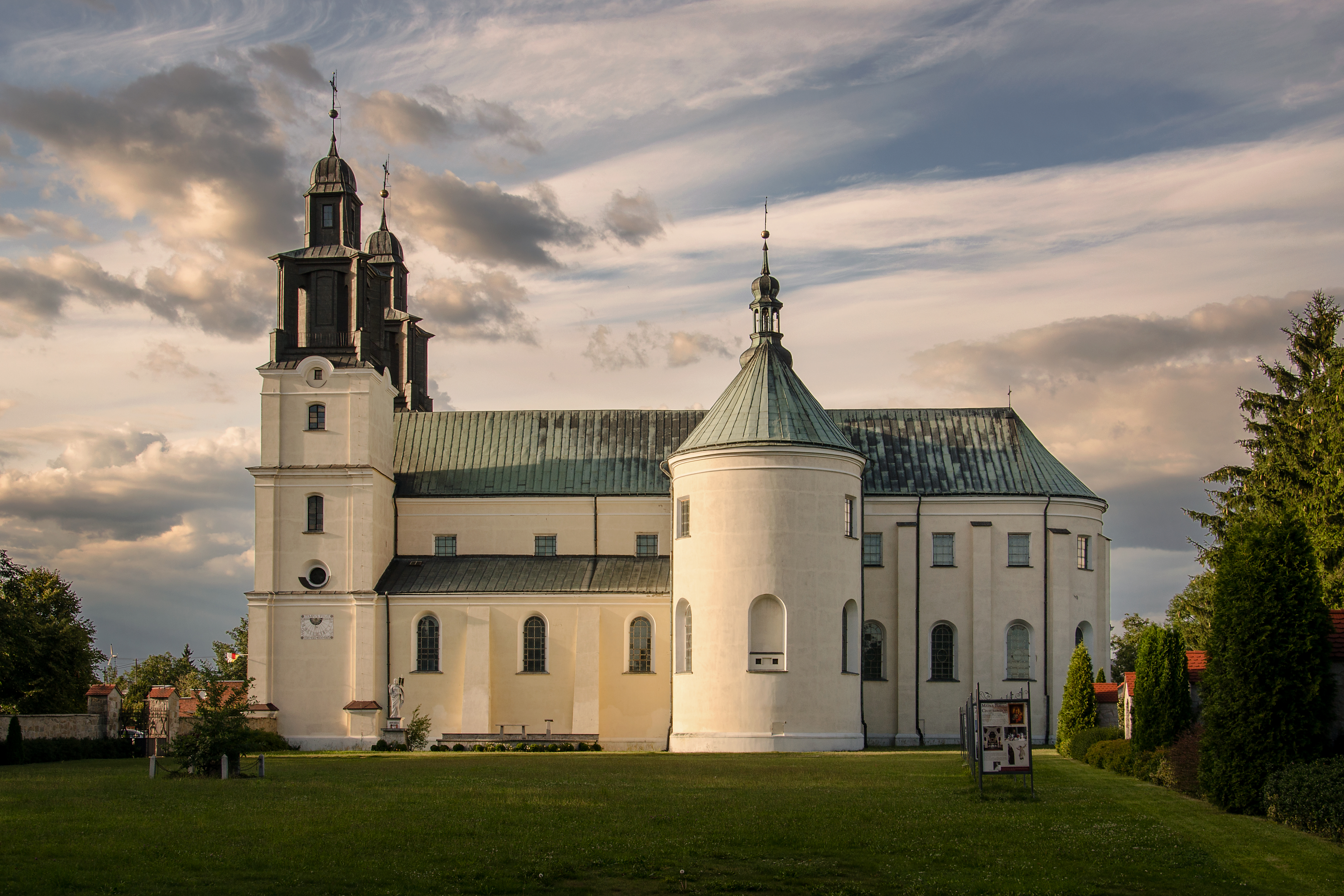
La basilica dell'Assunzione della Beata Vergine Maria a Gidle
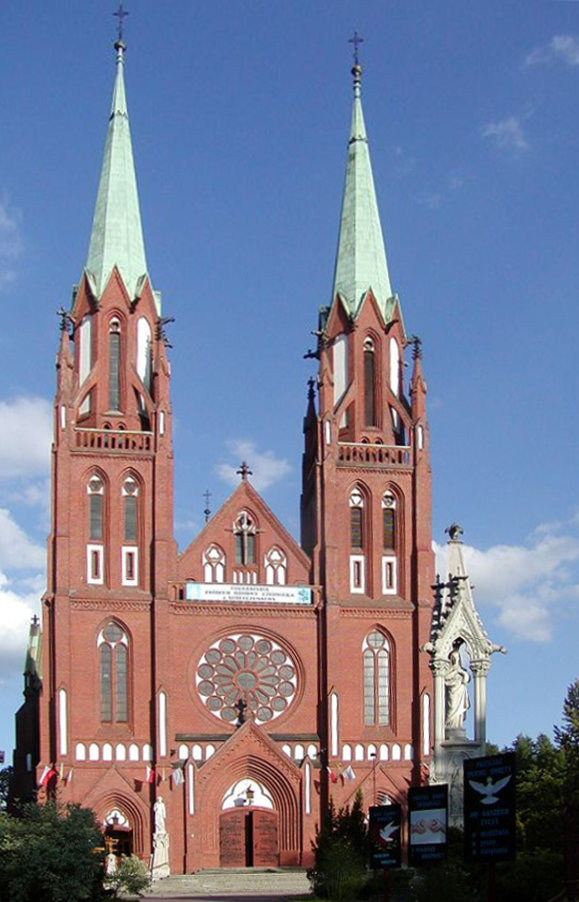
La basilica dei Santi Pietro e Paolo a Zawiercie
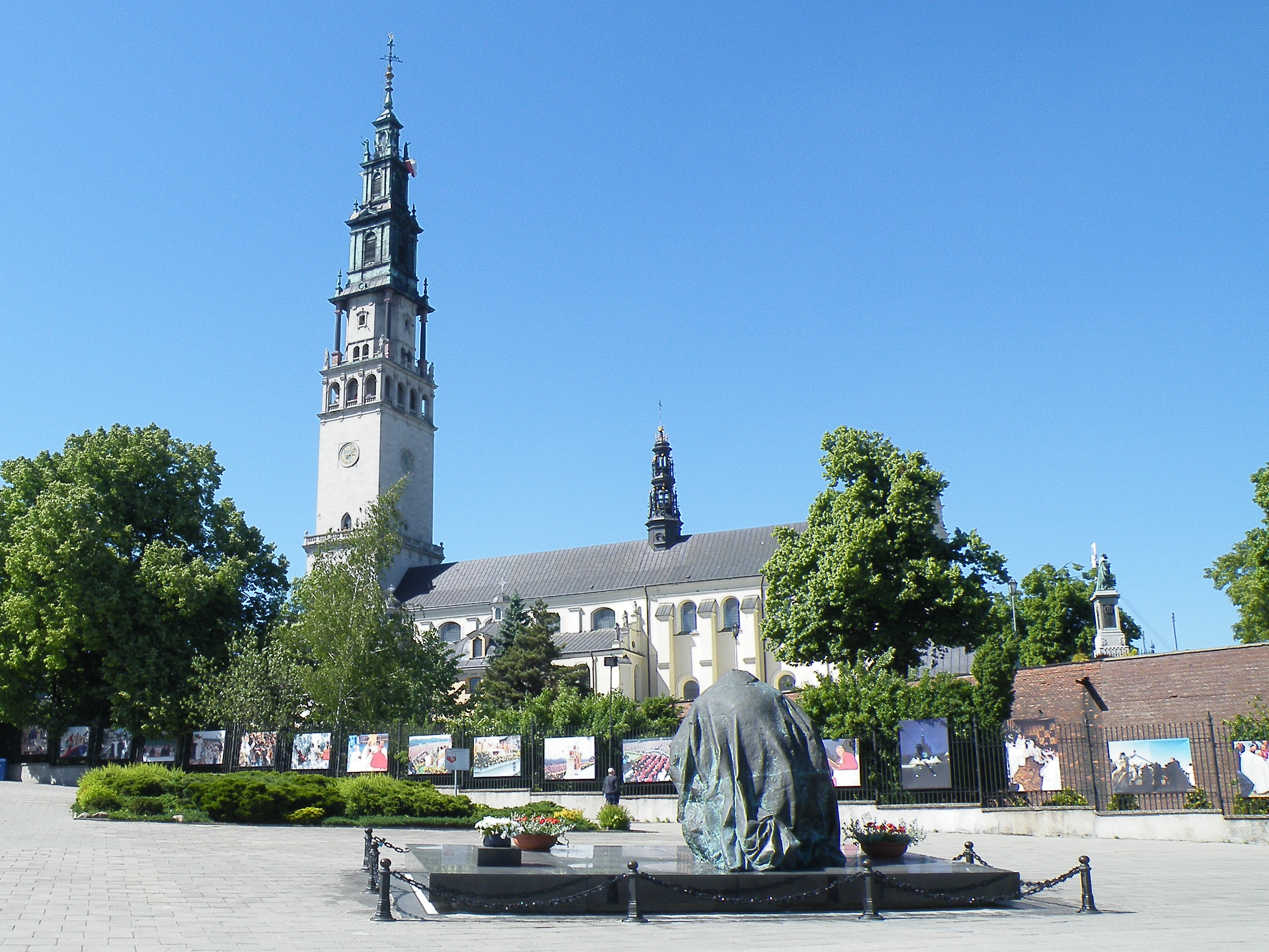
La basilica di Jasna Góra a Częstochowa, il più importante centro di pellegrinaggio della Polonia
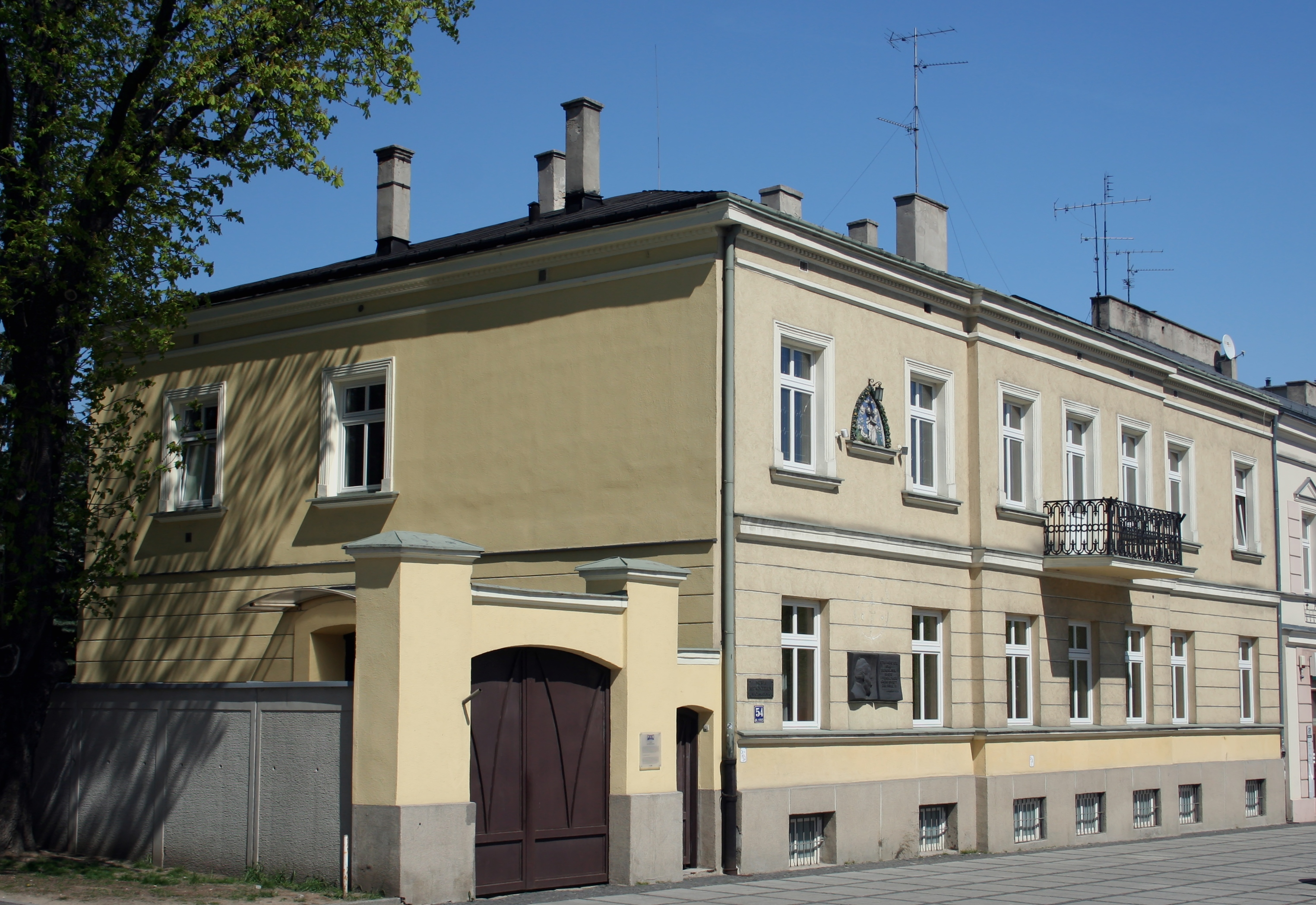
La curia arcivescovile di Częstochowa
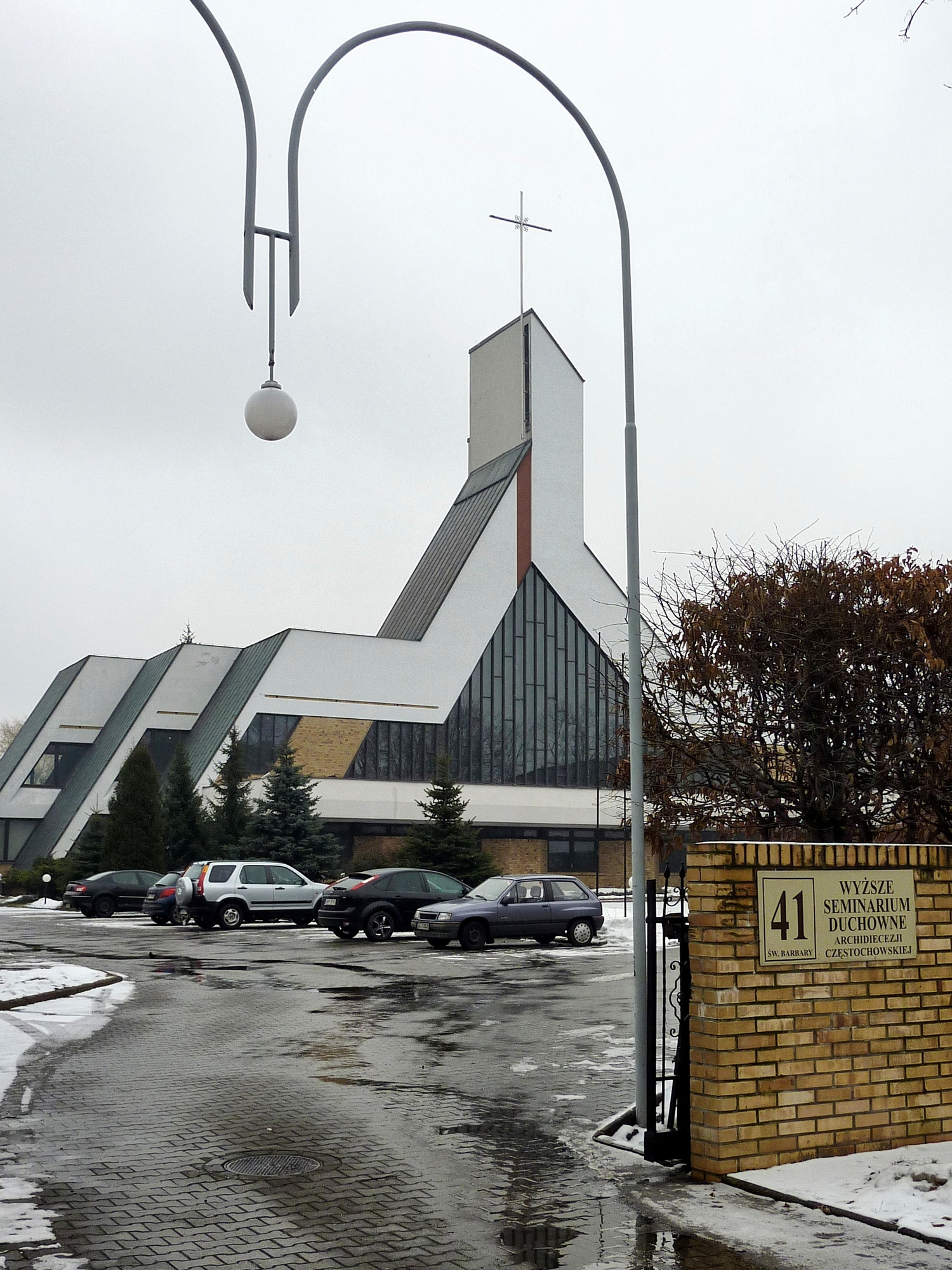
Il seminario teologico dell'arcidiocesi